# 墨筆

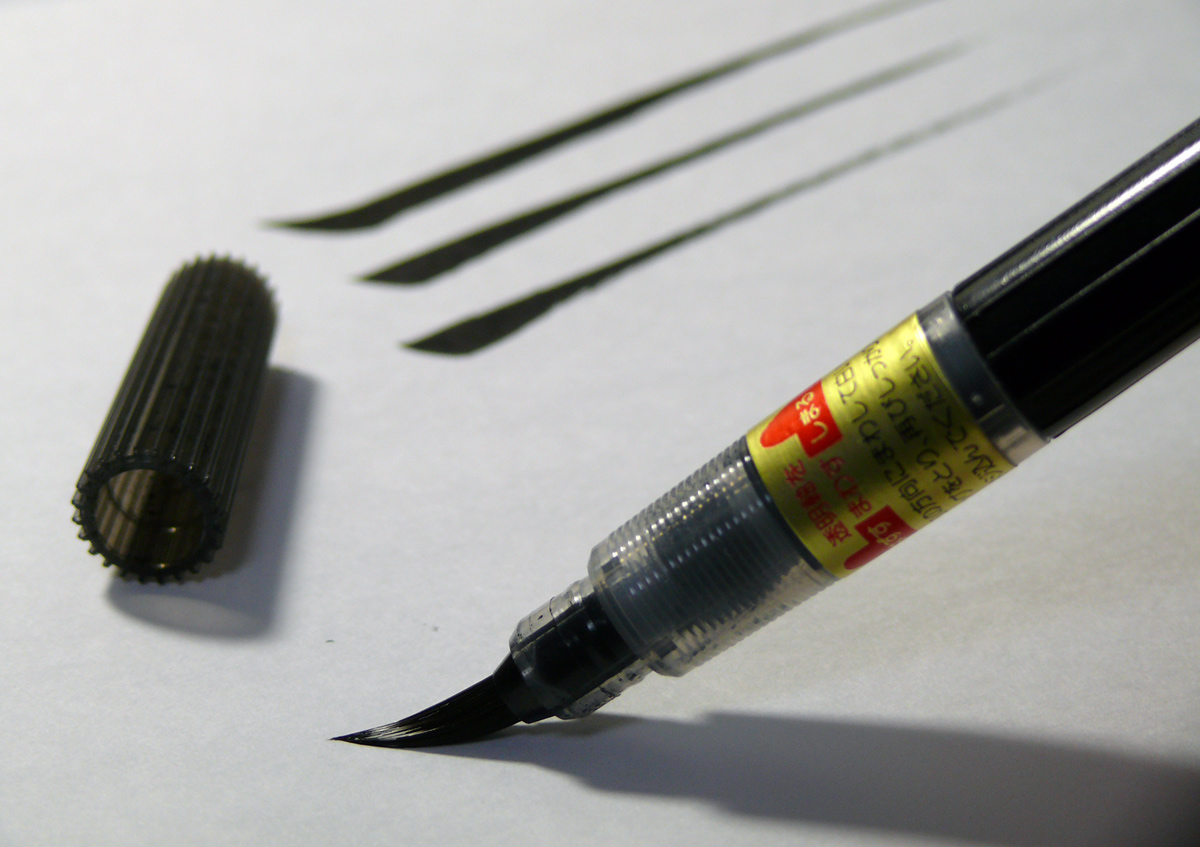
墨筆

墨筆又稱软笔、科學毛筆、两用笔、自来水毛笔、自来水笔、涂黑笔，是毛筆的進化版，一種筆桿內藏水性墨水透過重力和毛細管作用持續供墨予筆尖的書寫工具，因此不需要蘸墨水，只要打開筆蓋即可書寫，也方便隨身攜帶。和鋼筆不同，笔头是用海绵或毛做成毛笔笔尖的造型，來模仿毛笔的柔軟度。墨筆的墨水分为可更換卡式墨水管來填充和一次性與可以抽墨三種。用途有很多，可以用來寫書法，可以用來塗黑，是書法用具也是美術材料。

## 起源
由于普通的毛笔不方便携带，于是日本发明了和現代鋼笔供墨系統结构区别不大的墨笔。

## 特点
墨笔书写起来非常流畅，几乎与毛笔无异，而且有多种大小可选择。

## 用途
墨笔可作为毛笔的替代品。由于早期墨笔是一次性用笔，因此价格较贵，後來出現了可以補充墨汁或墨水的款式的。

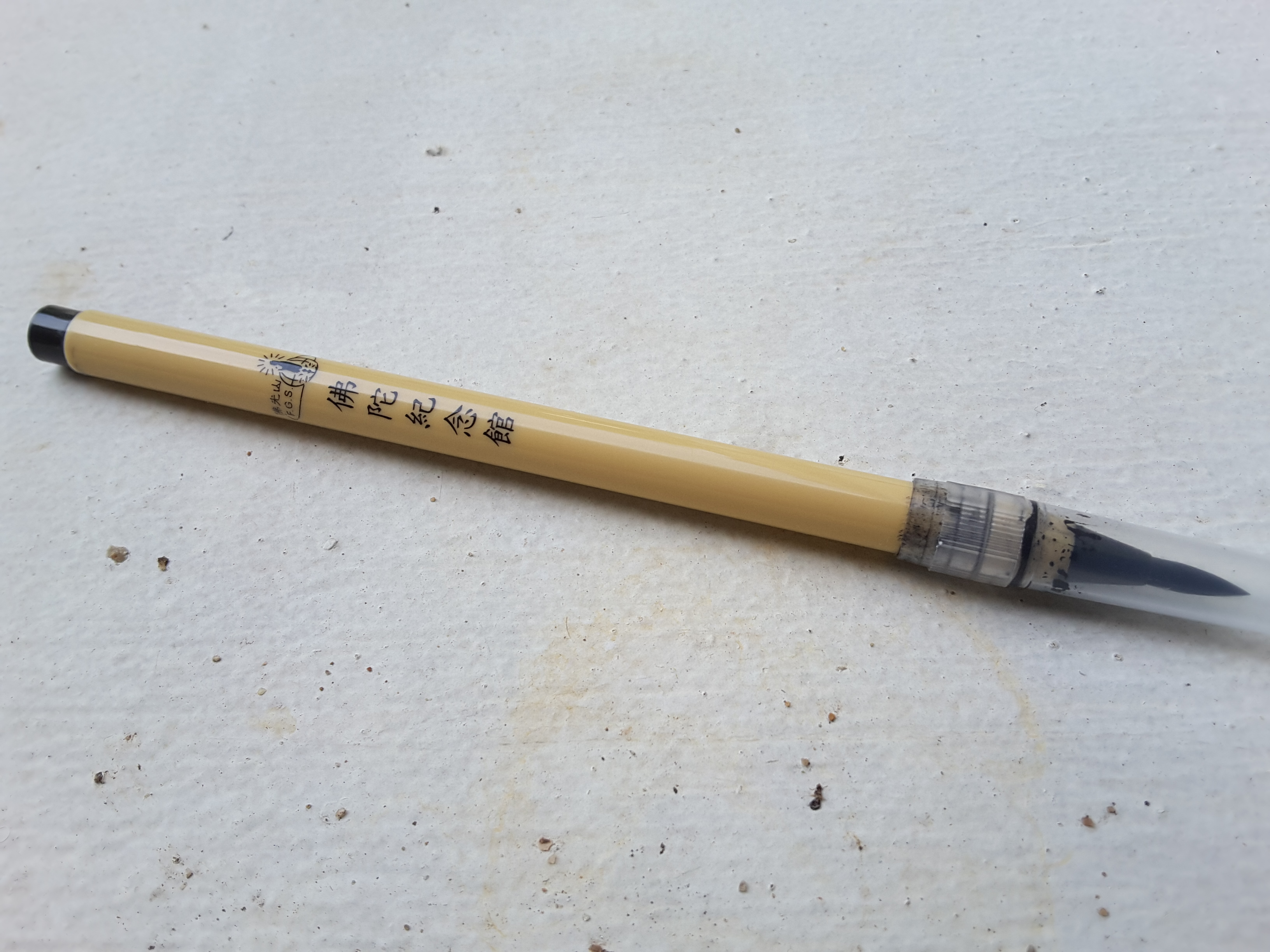
一款墨笔

墨筆有分小楷、中楷，依所需而選擇不同的筆頭大小，使用上方便，筆頭也不會開岔，也可以得到毛筆效果。但是一陣子不使用，墨水容易乾掉，若放置方式不正確，會使墨水漏出，因此毛筆仍是書法的主流。漫畫許多部分需要塗黑，大面積的黑色就會使用墨筆，但筆頭容易因此消耗，需要經常更換筆頭，但由于不需沾墨、方便的好處，越來越多漫畫家使用此工具。在POP字體中有墨筆字，是使用墨筆來書寫，字體圓滑。

## 在漫画中的使用
以往漫画构图中的黑色区块都是使用毛笔、墨水来涂绘的，但大面积使用墨水涂黑的结果，常会使纸面因水分过多而变皱，故改用马克笔或涂黑笔之类的工具来完稿，有些漫画家也会使用这类工具当作描绘主线条的工具。
两用笔（日语：筆ペン　小筆）兼有毛笔和万能笔的特性。线条细腻，适合画较细的线条。

## 相關用品

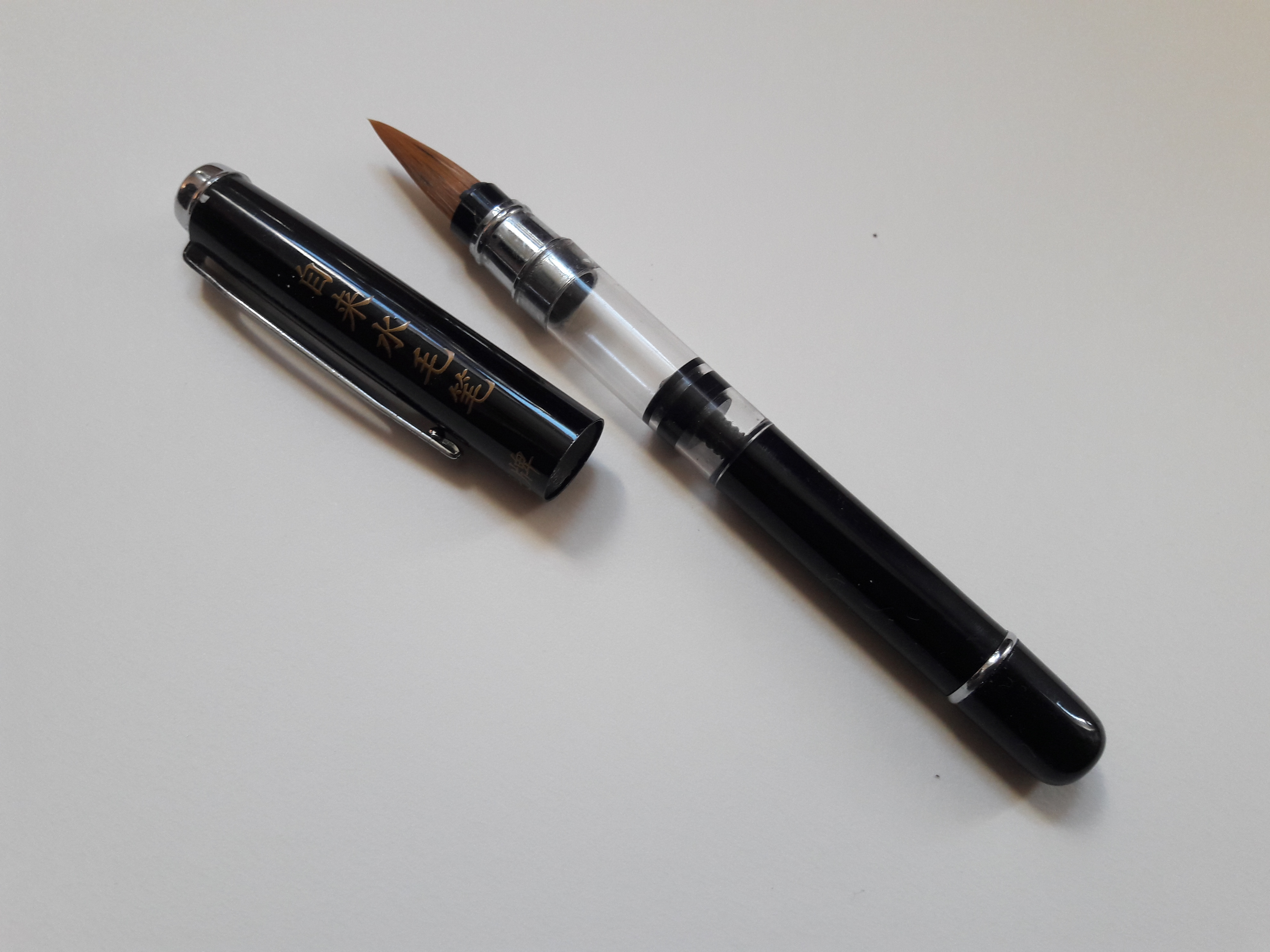
自来水毛笔

### 毛筆
先有毛筆，才發明出了墨筆，墨筆較毛筆方便，但是注重質感的書法家仍會選擇使用毛筆。雖然毛筆容易開岔，但是墨水均勻，不會時深時淺，穩定性較墨筆好，也才能有書法揮毫的效果。

## 相關連結
- 漫畫工具
- 毛筆
- 麦克笔
- 書法